# Loch Spynie
Loch Spynie är en sjö i Storbritannien.   Den ligger i kommunen Moray och riksdelen Skottland, i den norra delen av landet, 700 km norr om huvudstaden London. Loch Spynie ligger 21 meter över havet.  Trakten runt Loch Spynie består till största delen av jordbruksmark.